# Greedy
„Greedy” – piosenka wykonywana przez kanadyjską wokalistkę Tate McRae, pochodząca z jej drugiego albumu studyjnego Think Later (2023). Napisany przez McRae, Ryana Teddera, Jaspera Harrisa i Amy Allen utwór został wyprodukowany przez Teddera, Harrisa i Granta Boutina i posłużył za pierwszy singel promujący dane wydawnictwo. Zdaniem samej wykonawczyni nagranie stanowi hołd dla feminizmu. Piosenka odniosła duży sukces na listach przebojów – zajęła szczyt notowań Canadian Hot 100 oraz Billboard Global 200, a także miejsce trzecie w Stanach Zjednoczonych i Wielkiej Brytanii oraz drugie w australijskim notowaniu ARIA Charts. Była również numerem jeden na listach m.in. w Austrii, Danii, Holandii, Singapurze i w Zjednoczonych Emiratach Arabskich. „Greedy” przyniosło McRae nagrodę Juno w kategorii singel roku oraz nominację do statuetki Brit Award w kategorii najlepsza międzynarodowa piosenka.

## Informacje o utworze
Autorami utworu są Tate McRae, Amy Allen, Ryan Tedder i Jasper Harris. Dwaj ostatni są też odpowiedzialni za produkcję singla, podobnie jak Grant Boutin. Jest to pierwsze wydawnictwo wokalistki od czasu jej współpracy z DJ-em Tiësto przy singlu „10:35” (2022). Tekst utworu ogniskuje się wokół empowermentu i feminizmu, a McRae śpiewa w nim, jak bardzo czuje się atrakcyjna („Sama miałabym na siebie ochotę”; „Widzę, jak na mnie spoglądasz, ale nigdy nie dowiesz się więcej niż to, jak mam na imię”).
McRae tak wypowiedziała się na temat piosenki:

Jestem bardzo podekscytowana z powodu premiery tego utworu i cieszę się, że mogę podzielić się z wami nowym rozdziałem mojej muzyki. „Greedy” to piosenka o pewności siebie i o tym, że wiesz, czego chcesz. Ludzie pierwszy raz poznają moje bardziej zadziorne, figlarne wcielenie. To nagranie było dość nieoczekiwane. [...]

## Wydanie singla
Singel został oficjalnie wydany 15 września 2023 roku nakładem RCA Records, a 18 września odbyła się jego premiera radiowa w Stanach Zjednoczonych (w formacie hot adult contemporary). Wkrótce po wydaniu utwór stał się przebojem w serwisach Spotify oraz TikTok. Singel utrzymywał się na szczycie notowania Spotify Viral 50 przez większość listopada 2023 r., a do grudnia liczba klipów na TikToku wykorzystujących jego fragmenty sięgała blisko czterech milionów.

## Recenzje
Utwór zdobył pozytywne recenzje krytyków. Arwa Haider, pisząca dla Financial Times, uznała „Greedy” za „żywiołową piosenkę”, która „zilustrowana została teledyskiem z efektowną choreografią, przypominającą zmysłowy, seksowny styl Christiny Aguilery z początku lat dwutysięcznych”. W omówieniu albumu Think Later dla czasopisma Clash Robin Murray określił „Greedy” jako „autentyczny hymn”. Dziennikarz miesięcznika DIY Otis Robinson nazwał nagranie hitem i docenił jego taneczny potencjał. Ed Power, krytyk piszący dla serwisu Irish Examiner, komplementował utwór za jego „mroczną stronę”. Związany z dziennikiem The Guardian Alexis Petridis zachwalał „Greedy” jako piosenkę bardzo łatwo wpadającą w ucho. Zdaniem Sophie Williams, recenzującej album Think Later dla portalu NME, „singel posiada wszystko: autentyczną pewność siebie, poplamione trapem beaty przywodzące na myśl erę Thank U, Next Ariany Grande, gimnastyczne melodie”. Williams dodała również, że „Greedy” przypomina „Promiscuous” z repertuaru Nelly Furtado. Michael Cragg (The Observer) podzielał te odczucia, pisząc, że produkcyjnie utwór jest porównywalny do dokonań Timbalanda z połowy lat dwutysięcznych. Recenzent okrzyknął „Greedy” jako „doskonały wybór” na pierwszy singel z albumu. Nowojorskiej krytyczce Jaeden Pinder (Pitchfork) brzmienie piosenki również skojarzyło się z produkcjami Timbalanda. Pozytywna recenzja ukazał się także w brytyjskim dzienniku The Telegraph, gdzie pisano: „«Greedy» to jeden z tegorocznych hitów – doskonale dopracowany, energetyczny, dance-popowy kawałek z iście cheerleaderskim refrenem”.

## Teledysk
Wideoklip promujący singel został wyreżyserowany pochodzącą z Los Angeles Aerin Moreno i 15 września 2023 roku miał premierę na YouTubie. Akcja teledysku toczy się w opustoszałej hali hokejowej, gdzie McRae prowadzi pojazd do odświeżania lodu, a także tańczy w szatni wraz z grupą tancerzy – w kusym stroju i hokejowej rękawicy. Za choreografię odpowiadał Sean Bankhead. Tyler Damara Kelly, dziennikarka pisząca  dla portalu The Line of Best Fit, pochwaliła układ taneczny w wykonaniu McRae jako „uderzający”.

## Promocja i wykonania koncertowe
26 października 2023 roku Tate McRae zaśpiewała utwór po raz pierwszy w programie telewizji ABC Jimmy Kimmel Live!. 18 listopada wokalistka była gościem muzycznym w programie rozrywkowym NBC Saturday Night Live, gdzie wykonała przed publicznością singel „Greedy” oraz inne nagranie z albumu Think Later – „Grave”. Następnego dnia McRae wzięła udział w gali Billboard Music Awards, podczas której promowała piosenkę „Greedy”. Singlowy utwór zaśpiewała także w ramach festiwalu Jingle Bell Ball w The O2 Arena, w porannym talk-show Today, w londyńskim klubie G-A-Y oraz w Clive Davis Theater – hali mieszczącej się w Grammy Museum.
3 lutego 2024 roku McRae pojawiła się na meczu hokejowym National Hockey League All-Star Game w Toronto, gdzie zaśpiewała między innymi „Greedy”. Miesiąc później artystka wystąpiła na scenie podczas 44. gali wręczenia nagród BRIT Awards w Londynie. McRae wykonywała piosenkę w trakcie festiwalu Lollapalooza oraz podczas tras koncertowych Are We Flying Tour (2023) i Think Later World Tour (2024), jako ostatni utwór, kończący występy.

## Twórcy
- Wokale: Tate McRae[4]
- Producenci: Grant Boutin, Jasper Harris, Ryan Tedder[4]; producent wykonawczy: Ryan Tedder[31]
- Autorzy: Amy Allen, Jasper Harris, Ryan Tedder, Tate McRae[4]
- Inżynier dźwięku: Rich Rich[4]; asystenci: Robin Florent, Chris Galland, Jeremie Inhaber, Anthony Vilchis[31]
- Miksowanie: Manny Marroquin[4]
- Mastering: Dave Kutch, Mike Piacentini[4]

## Pozycje na listach przebojów
| Kraj/region                    | Notowanie (2023–2024)        | Wydawca                                       | Najwyższa pozycja |
| ------------------------------ | ---------------------------- | --------------------------------------------- | ----------------- |
| Afryka Północna                | Top 20 Singles               | IFPI                                          | 9                 |
| Arabia Saudyjska               | Top 20 Singles               | IFPI                                          | 15                |
| Australia                      | Top 100 Singles              | ARIA Charts                                   | 2                 |
| Austria                        | Top 75 Singles               | Ö3 Austria Top 40                             | 1                 |
| Belgia (Flandria)              | Ultratop 50                  | Ultratop                                      | 3                 |
| Belgia (Region Waloński)       | Ultratop 50                  | Ultratop                                      | 2                 |
| Białoruś                       | Top 100 Airplay              | TopHit                                        | 2                 |
| Brazylia                       | Brasil Hot 100               | Billboard                                     | 44                |
| Bułgaria                       | International Top 10 Singles | PROPHON                                       | 1                 |
| Chorwacja                      | Top 40 Airplay               | HRT                                           | 2                 |
| Czechy                         | Rádio – Top 100              | ČNS IFPI                                      | 91                |
| Czechy                         | Singles Digitál Top 100      | ČNS IFPI                                      | 3                 |
| Dania                          | Top 40 Singles               | Hitlisten                                     | 1                 |
| Estonia                        | Top 100 Airplay              | TopHit                                        | 1                 |
| Europa                         | Top 100 Singles              | T4C                                           | 1                 |
| Filipiny                       | Philippines Songs            | Billboard                                     | 10                |
| Finlandia                      | Top 50 Singles               | Musiikkituottajat                             | 11                |
| Finlandia                      | Top 100 Airplay              | Musiikkituottajat                             | 5                 |
| Francja                        | Top 200 Singles              | SNEP                                          | 6                 |
| Grecja                         | Digital Singles Chart        | IFPI Greece/ΕΕΠΗ                              | 1                 |
| Hiszpania                      | Top 100 Singles              | PROMUSICAE                                    | 50                |
| Holandia                       | Dutch Top 40                 | Stichting Nederlandse Top 40                  | 1                 |
| Holandia                       | Mega Single Top 100          | MegaCharts                                    | 1                 |
| Holandia                       | Netherlands Songs            | Billboard                                     | 1                 |
| Indie                          | International Top 20 Singles | Indian Music Industry (IMI)                   | 4                 |
| Indonezja                      | Indonesia Songs              | Billboard                                     | 11                |
| Irlandia                       | Irish Singles Chart          | IRMA/OCC                                      | 2                 |
| Islandia                       | Top 40 Singles               | Tónlistinn                                    | 4                 |
| Izrael                         | International Top 20 Singles | Media Forest                                  | 4                 |
| Japonia                        | Japan Hot Overseas           | Billboard Japan                               | 10                |
| Kanada                         | Canadian Hot 100             | Billboard                                     | 1                 |
| Kanada                         | Canada AC                    | Billboard                                     | 11                |
| Kanada                         | Canada Hot AC                | Billboard                                     | 1                 |
| Kanada                         | CHR/Top 40                   | Billboard                                     | 1                 |
| Kazachstan                     | Top 100 Airplay              | TopHit                                        | 4                 |
| Liban                          | Top 20 Airplay               | The Official Lebanese Top 20                  | 4                 |
| Litwa                          | Top 100 Airplay              | TopHit                                        | 1                 |
| Litwa                          | Singlų Top 100               | AGATA                                         | 2                 |
| Luksemburg                     | Luxembourg Songs             | Billboard                                     | 1                 |
| Łotwa                          | Top 20 Airplay               | LaIPA                                         | 1                 |
| Łotwa                          | Top 20 Singles               | LaIPA                                         | 2                 |
| Malezja                        | International Top 20 Singles | RIM                                           | 1                 |
| Malezja                        | Malaysia Songs               | Billboard                                     | 1                 |
| MENA                           | Top 20 Singles               | IFPI                                          | 2                 |
| Mołdawia                       | Top 100 Airplay              | TopHit                                        | 1                 |
| Niemcy                         | Top 100 Singles              | GfK Entertainment                             | 2                 |
| Nigeria                        | TurnTable Top 100            | TurnTable Charts                              | 52                |
| Norwegia                       | Top 40 Singles               | VG-lista                                      | 1                 |
| Nowa Zelandia                  | Top 40 Singles               | Recorded Music NZ                             | 2                 |
| Panama                         | Top 50 Internacional         | Sociedad Panameña de Productores Fonográficos | 5                 |
| Paragwaj                       | Top 20 Airplay               | Monitor Latino                                | 8                 |
| Polska                         | Oficjalna Lista Airplay      | ZPAV                                          | 3                 |
| Polska                         | OLiS – single w streamie     | ZPAV                                          | 6                 |
| Polska                         | Poland Songs                 | Billboard                                     | 5                 |
| Południowa Afryka              | Top 10 Airplay               | TOSAC                                         | 6                 |
| Portugalia                     | Top 100 Singles              | AFP                                           | 3                 |
| Rosja                          | Top 100 Airplay              | TopHit                                        | 1                 |
| Rumunia                        | International Radio Airplay  | Media Forest                                  | 1                 |
| Rumunia                        | International TV Airplay     | Media Forest                                  | 4                 |
| Rumunia                        | Romania Songs                | Billboard                                     | 14                |
| San Marino                     | Top 50 Airplay               | San Marino RTV                                | 4                 |
| Singapur                       | Top Streaming Chart          | RIAS                                          | 1                 |
| Słowacja                       | Rádio – Top 100              | ČNS IFPI                                      | 4                 |
| Słowacja                       | Singles Digitál Top 100      | ČNS IFPI                                      | 2                 |
| Stany Zjednoczone              | Adult Pop Airplay            | Billboard                                     | 1                 |
| Stany Zjednoczone              | Billboard Hot 100            | Billboard                                     | 3                 |
| Szwajcaria                     | Top 100 Singles              | Swiss Hitparade                               | 1                 |
| Szwecja                        | Top 100 Singles              | Sverigetopplistan                             | 6                 |
| Świat                          | Billboard Global 200         | Billboard                                     | 1                 |
| Świat                          | Top 100 Airplay              | T4C                                           | 1                 |
| Turcja                         | International Airplay Chart  | Radiomonitor Türkiye                          | 1                 |
| Ukraina                        | Top 100 Airplay              | TopHit                                        | 8                 |
| Węgry                          | Rádiós Top 40 játszási lista | MAHASZ                                        | 1                 |
| Węgry                          | Single Top 40 slágerlista    | MAHASZ                                        | 7                 |
| Wielka Brytania                | UK Singles Chart             | OCC                                           | 3                 |
| Wietnam                        | Vietnam Hot 100              | Billboard                                     | 47                |
| Włochy                         | Top 100 Singles              | FIMI                                          | 40                |
| Wspólnota Niepodległych Państw | Top 100 Airplay              | TopHit                                        | 1                 |
| Zjednoczone Emiraty Arabskie   | Top 20 Singles               | IFPI                                          | 1                 |